# Алас-Пурво
Алас-Пурво (индон. Alas Purwo) — национальный парк, расположенный в восточной части острова Ява, Индонезия. Название парка по-явански буквально означает «древний лес», «первоначальный лес». Согласно легенде, именно здесь земля впервые поднялась из океана.

## География
Парк Алас-Пурво является одним из самых крупных заповедников Индонезии, его площадь составляет 434.20 км². Парк состоит из мангровых зарослей, саванны, муссоных лесов и пляжей. Пляж Пленгкунг славится всемирной популярностью у серфингистов. На территории парка имеется гора Линггаманис, высотой 322 метра.

## Флора и фауна

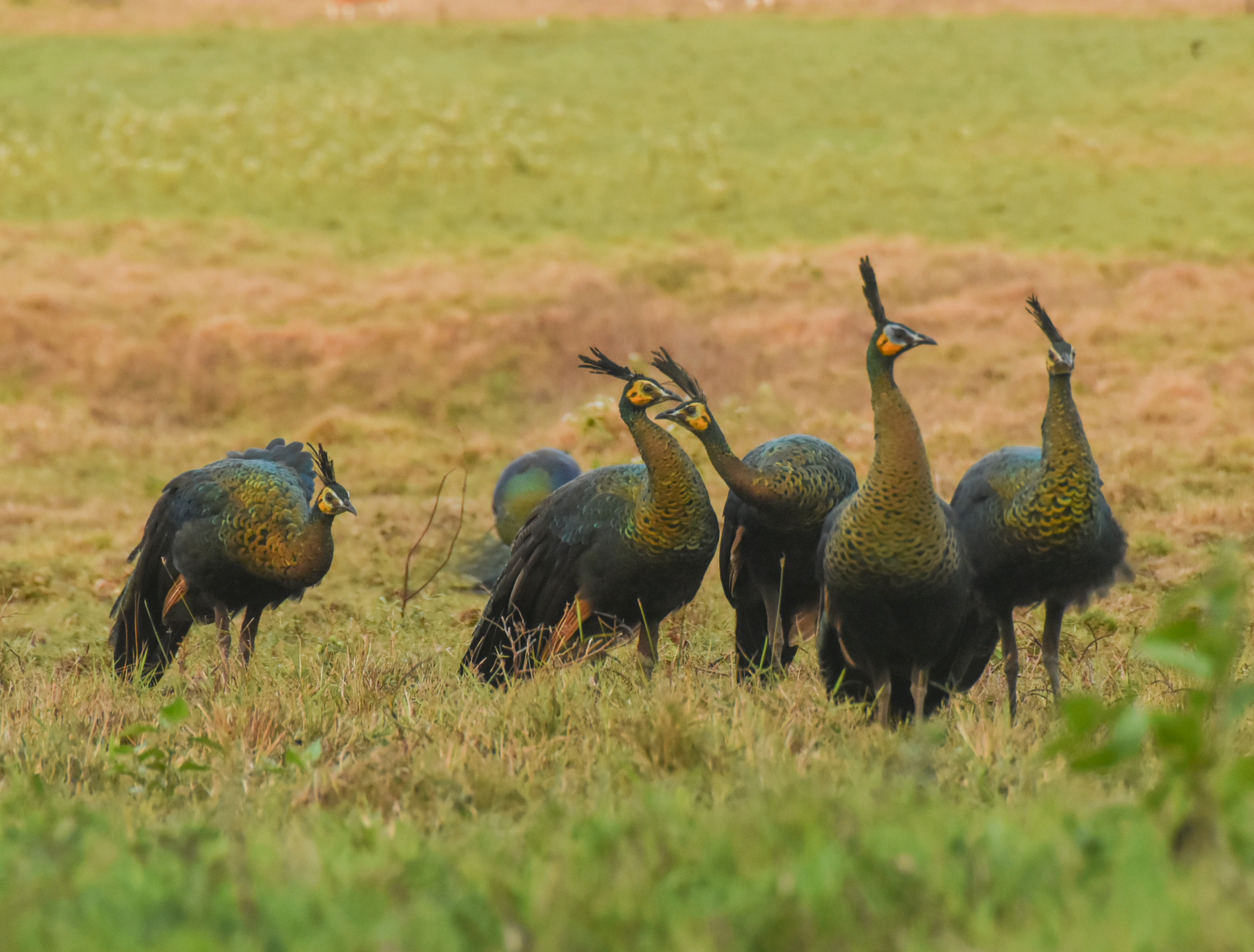
Стая зелёных павлинов

Дикая природа представлена в различных местах парка. Теплый тропический климат местности способствует росту буйной растительности. Здесь произрастают: индийский миндаль, лавр александрийский, стеркулия, баррингтония азиатская, манилкара и другие.
Также парк является охраняемой зоной проживания для таких исчезающих животных как, бантенг, красный волк, гривистый тонкотел, зелёный павлин, банкивская джунглевая курица, оливковая черепаха, бисса и зелёная черепаха.